# Topolea, Prîlukî
Topolea (în ucraineană Тополя) este un sat în comuna Bohdanivka din raionul Prîlukî, regiunea Cernihiv, Ucraina.

## Demografie
Componența lingvistică a localității Topolea
     Ucraineană (96,43%)
     Rusă (3,57%)
Conform recensământului din 2001, majoritatea populației localității Topolea era vorbitoare de ucraineană (96,43%), existând în minoritate și vorbitori de rusă (3,57%).